# Рёзигер, Марион
Ма́рион Рёзигер (нем. Marion Rösiger) — немецкая гребчиха-байдарочница, выступала за сборную ГДР во второй половине 1970-х годов. Четырёхкратная чемпионка мира, победительница регат национального значения.

## Биография
В 1976 году Марион Рёзигер стала чемпионкой ГДР, вместе с напарницей Мартиной Фишер одержала победу в зачёте двухместных байдарок на дистанции 500 метров. Впоследствии удерживала чемпионское звание в течение четырёх лет, неизменно побеждая всех своих соперниц.
Первого серьёзного успеха на взрослом международном уровне добилась в 1977 году, когда побывала на чемпионате мира в болгарской Софии, откуда привезла награды золотого и серебряного достоинства, выигранные в двойках и четвёрках соответственно. Год спустя на мировом первенстве в югославском Белграде сделала золотой дубль, стала чемпионкой сразу в двух дисциплинах: в двухместных байдарках и четырёхместных.
В сезоне 1979 года Рёзигер выступила на домашнем чемпионате мира в Дуйсбурге, где получила серебро в двойках и золото в четвёрках. Рассматривалась как кандидат на участие в летних Олимпийских играх 1980 года в Москве, однако руководство сборной отказалось брать её на Игры из-за связи с Западной Германией. В итоге на Олимпиаду вместо неё уехала Карста Генойс, ставшая там чемпионкой.
За выдающиеся спортивные достижения награждена орденом «За заслуги перед Отечеством» (1978).